# Горанце
Горанце или Горанци (на албански: Gorancë; на сръбски: Горанце или Gorance) е село в Косово, разположено в община Елезки хан, окръг Феризово. Намира се на 690 метра надморска височина. Населението според преброяването през 2011 г. е 1 028 души, от тях: 1 028 (100,00 %) албанци.

## География
Селото е разположено в източните склонове на Шар, над Качанишкия пролом на границата със Северна Македония.

## История
В края на XIX век Горанце е българо-албанско село в Тетовска каза на Османската империя. Андрей Стоянов, учителствал в Тетово от 1886 до 1894 година, пише за селото:
| „ | С. Горанци. — има 30 арнаутски и 10 български кѫщи, 1 джамия и около 18 развалини на стари църкви. При едни отъ тѣзи развалини на св. Илия българитѣ горанчани празднуватъ тържественно и колятъ курбанъ. Забѣлѣжително е, че на това праздненство ходятъ на гости на горанчани и арнаути. Въ по-старо време това село е било много по-голѣмо, но е умаляло и още умалява отъ постоянното преселвание на жителитѣ въ Тетово. | “ |

Според статистиката на Васил Кънчов („Македония. Етнография и статистика“) от 1900 година Горанци е село, населявано от 76 българи и 165 жители арнаути мохамедани. Според патриаршеския митрополит Фирмилиан в 1902 година в селото има 14 сръбски патриаршистки къщи.

## Население
Численост на населението според преброяванията през годините:
- 1948 – 539 души
- 1953 – 583 души
- 1961 – 567 души
- 1971 – 584 души
- 1981 – 627 души
- 1991 – 684 души
- 2011 – 1 028 души

## Личности
Починали в Горанце
- Боро Петрушевски (1920 – 1943), югославски партизанин